# Cyphastrea agassizi
Cyphastrea agassizi là một loài san hô trong họ Faviidae. Loài này được Vaughan mô tả khoa học năm 1907.